# David Thomas Lewis
David Thomas Lewis (* 25. April 1912 in Salt Lake City, Utah; † 28. September 1983 ebenda) war ein US-amerikanischer Jurist und Politiker. Nach seiner Berufung durch Präsident Dwight D. Eisenhower fungierte er von 1956 bis 1977 als Bundesrichter am Bundesberufungsgericht für den zehnten Gerichtskreis.

## Werdegang
Nach seinem Schulbesuch absolvierte David Lewis die University of Utah, an der er 1935 den Bachelor of Arts erwarb. 1937 folgte am College of Law dieser Universität der Juris Doctor, woraufhin er im folgenden Jahr in Salt Lake City eine Anwaltspraxis eröffnete. Diese betrieb er bis 1950, unterbrochen durch den Dienst in der US Army zwischen 1945 und 1946. Von 1947 bis 1948 gehörte er als republikanischer Abgeordneter dem Repräsentantenhaus von Utah an. Zwischen 1950 und 1956 amtierte er als Richter an einem staatlichen Bezirksgericht in Utah.
Am 17. Mai 1956 wurde Lewis durch Präsident Eisenhower als Nachfolger von Orie Leon Phillips zum Richter am United States Court of Appeals for the Tenth Circuit mit Zuständigkeit für die Bundesstaaten Colorado, Kansas, New Mexico, Oklahoma, Utah und Wyoming ernannt. Nach der Bestätigung durch den US-Senat am 4. Juni desselben Jahres konnte er sein Amt am Tag darauf antreten. Von 1970 bis 1977 war er als Chief Judge Vorsitzender dieses Bundesgerichts. Am 3. Dezember 1977 wechselte er in den Senior Status und ging damit faktisch in den Ruhestand. Sein Sitz fiel an Monroe G. McKay; den Vorsitz des Gerichts übernahm Oliver Seth. David Lewis verstarb am 28. September 1983 in Salt Lake City und wurde auf dem dortigen Mount Olivet Cemetery beigesetzt.